# 스즈키 아유미
스즈키 아유미(일본어: 鈴木歩, 1983년 9월 23일 도쿄도 ~ )는 일본의 여자 바둑 기사이다. 남편은 타이완 출신의 린한제 8단이다.

## 약력
- 2001년 입단,2단
- 2002년 3단
- 2003년 제5기 일본 여류최강전 우승
- 2004년 정관장배 일본대표
- 2007년 제9기 일본 여류최강전 우승(대 아오키 기쿠요), 4단 승단
- 2008년 여류본인방전 준우승(대 셰이민 1:3)
- 2010년 5단 승단
- 2011년 6단 승단
- 2015년 여류명인전 준우승(대 셰이민 0:2)
- 2016년 7단 승단
- 2017년 제44기 천원전 본선 진출
- 2020년 제23기 여류기성전 우승(2-1, 대 우에노 아사미, 제7기 아이즈중앙병원배 여류바둑토너먼트 준우승(0-2, 상대 후지사와 리나 4단)
- 2021년 제24기 여류기성전 준우승(1-2, 대 우에노 아사미)
- 2022년 제25기 여류기성전 준우승(0-2, 대 우에노 아사미)
- 2024년 제6회 센코컵 월드바둑여류최강전 준우승(상대 최정 9단)